# Verpelét
Verpelét ist eine ungarische Stadt im Komitat Heves. Mit 3811 Einwohnern (Stand: 2017) ist Verpelét der zweitgrößte Ort im Kreis Eger.

## Geographie
Verpelét liegt in Nordungarn, etwa 18 Kilometer südwestlich der Stadt Eger. Die Stadt liegt an der Tarna in einer Hügellandschaft, die im Nordwesten des Gemeindegebiets ins Mátra-Gebirge übergeht. Der Ortskern liegt auf etwa 130 Meter Höhe, der höchste Punkt im Gemeindegebiet ist das Remete-tetö mit 610 m.

## Geschichte
Das heutige Gemeindegebiet ist seit der Bronzezeit besiedelt, was archäologische Funde der Piliny-Kultur belegen. Unweit des heutigen Ortes befand sich im Mittelalter auf flachem Gelände eine Motte, die vermutlich während der Árpádenzeit nur kurzzeitig Bestand hatte und heute als unausgegrabenes Bodendenkmal erhalten ist.
Erstmals urkundlich erwähnt wurde Verpelét im Jahr 1252, aus dem 14. Jahrhundert ist der Name Welpreth belegt. Zwischen 1389 und 1465 gehörte der Ort zum Besitz der Burg Sirok. Nachdem die türkische Armee 1544 Hatvan eingenommen hatte, drang sie kurz darauf auch ins unbefestigte Verpelét vor. Während der türkischen Herrschaft nahm die Bevölkerung stark ab; 1686 wurden nur noch eineinhalb Steuern zahlende Haushalte gezählt. Im Jahr 1695 wurde Verpelét von einem Feuer zerstört, aber schnell wiederaufgebaut. 1701 zählte der Ort 134 volljährige erwerbstätige Einwohner, für dieses Jahr ist außerdem erstmals das Marktrecht nachgewiesen.
Im ungarischen Unabhängigkeitskrieg war Verpelét am 26. und 27. Februar 1849 einer der Schauplätze der Schlacht bei Kápolna.
Ab Ende des 18. Jahrhunderts bestand in Verpelét eine jüdische Gemeinde, der 1840 mehr als die Hälfte der im Kreis Eger lebenden Juden angehörten. 1870 wurde die Synagoge im Ort eröffnet, daneben existierten eine Schule und eine Jeschiwa. Während des Weißen Terrors 1919–21 wurden auch in Verpelét Juden Opfer von Plünderungen. Nach der Besetzung Ungarns durch deutsche Truppen wurde im Mai 1944 die gesamte jüdische Bevölkerung des Ortes ins Ghetto Bagolyuk und anschließend ins Vernichtungslager Auschwitz deportiert. Nur fünf Überlebende des Holocaust kehrten nach Kriegsende nach Verpelét zurück.
Seit 2013 trägt Verpelét das Stadtrecht.

## Wirtschaft
Verpelét ist seit jeher landwirtschaftlich geprägt. So waren im Jahr 1920 etwa 85 % der Einwohner in der Landwirtschaft beschäftigt und der Gewerbeanteil „für einen Ort von dieser Größe sehr niedrig“. Eine bedeutende Rolle spielt der Weinbau auf den Löss- und Lehmböden des Tarna-Tals, der vermutlich bis ins 15. Jahrhundert zurückgeht. Früher wurden die Böden auch für den Tabakanbau genutzt.
Heute werden auf einer Rebfläche von 592 ha Weiß- und Rotweine angebaut; mehr als ein Fünftel entfällt auf den Lindenblättrigen (Hárslevelű). Neben dem daraus gewonnenen Debrői Hárslevelű zählen auch Egri Bikavér sowie Verpeléter Welschriesling (Olaszrizling) und Muskateller (Muskotály) zu den Spezialitäten des Ortes.

## Sehenswürdigkeiten
- Römisch-katholische Kirche Krisztus Király és Mindenszentek im Barockstil
- Schmiede, erbaut 1880, saniert 1964
- Burgberg (Várhegy), ein Hügel vulkanischen Ursprungs (Flankenvulkan) nördlich des Ortskerns mit Aussicht über das Tarna-Tal
- Ehemaliges Herrenhaus Sztáray-kastély (wird heute als Grundschule genutzt)
- Skulptur der Weinbauern (Szőlőművelők szobra), erschaffen 1992 von Károly Radó
- Fischteich (Halastó) 3 km nordöstlich des Ortes

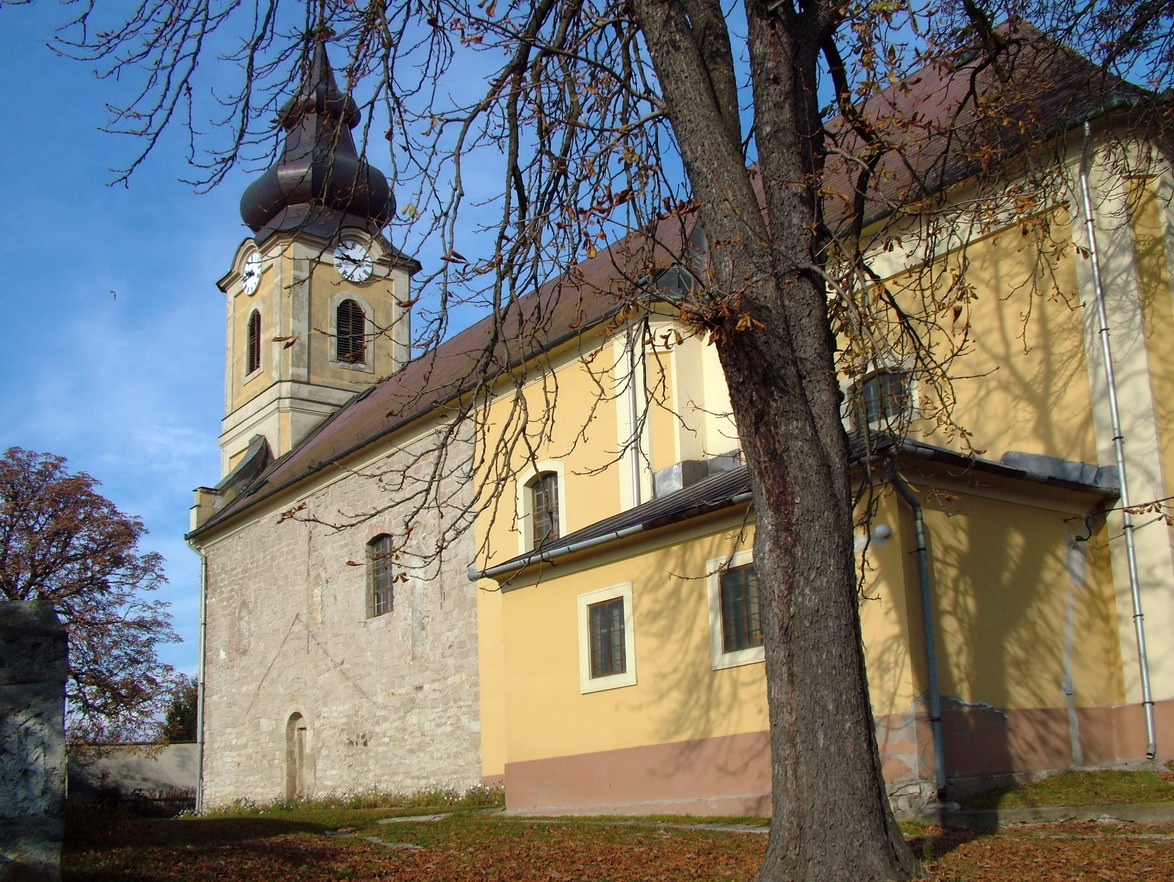
Römisch-katholische Kirche
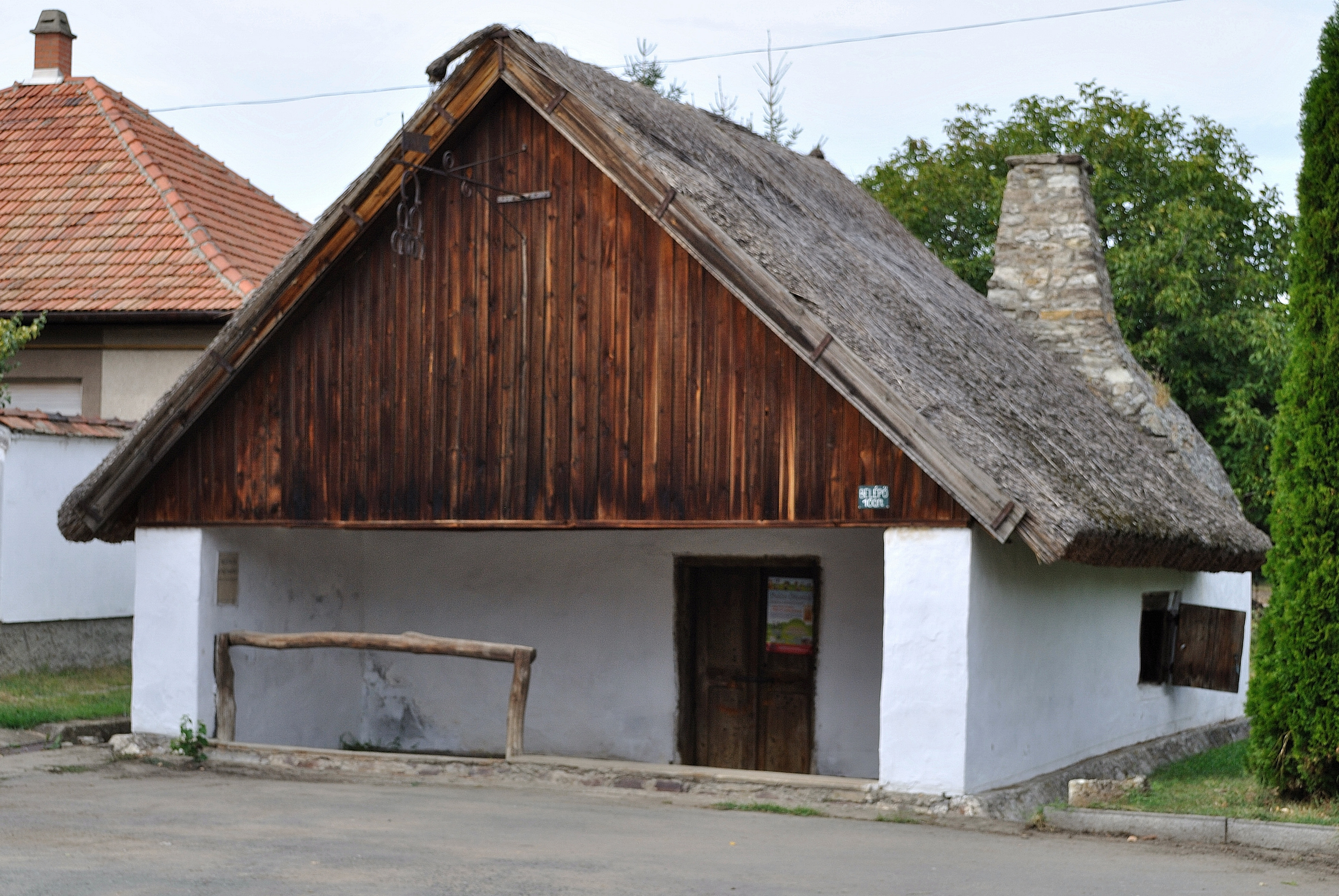
Schmiede
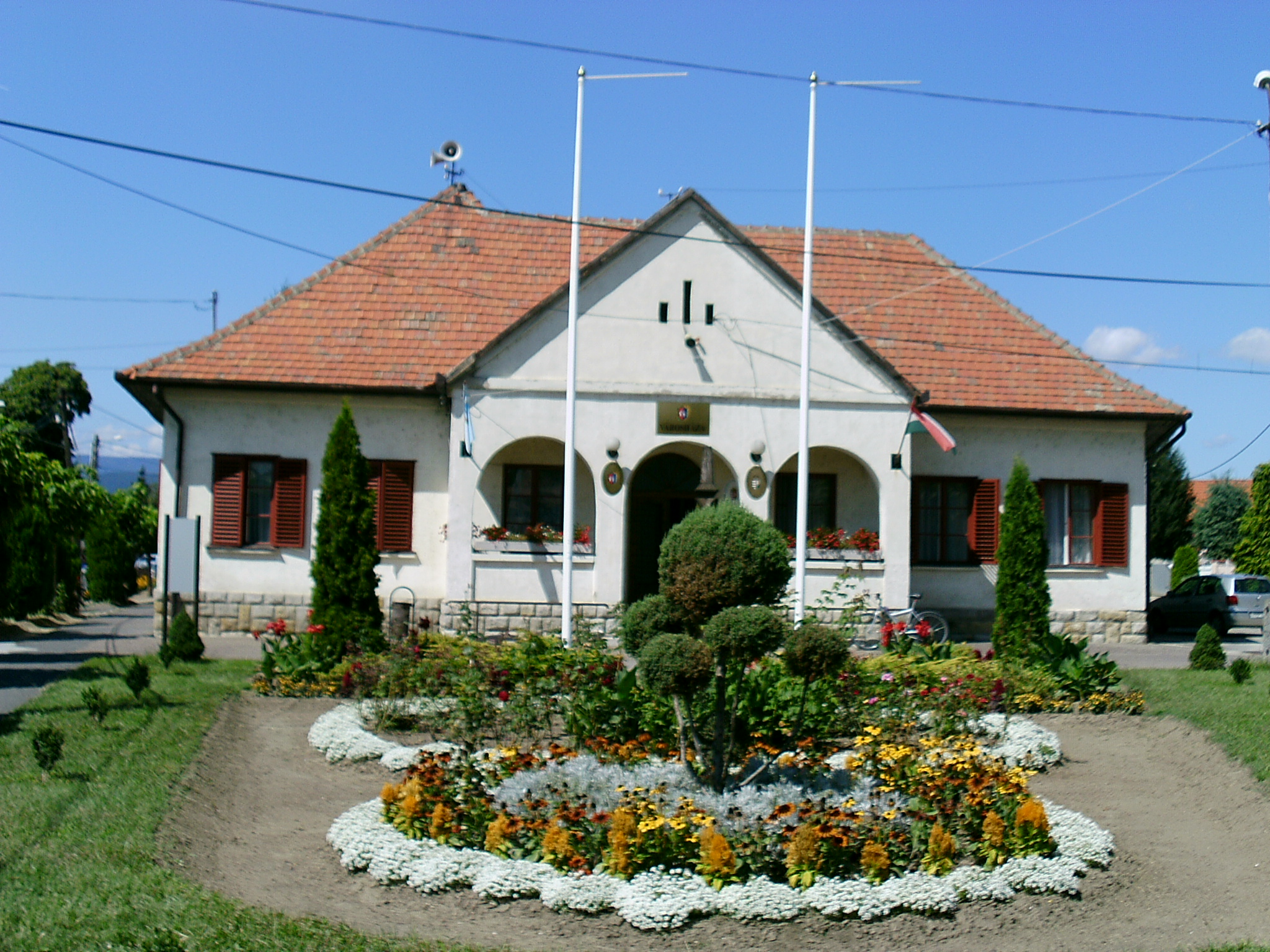
Rathaus
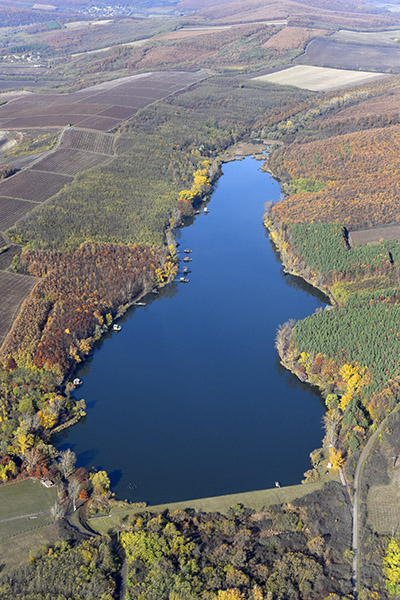
Fischteich

## Verkehr

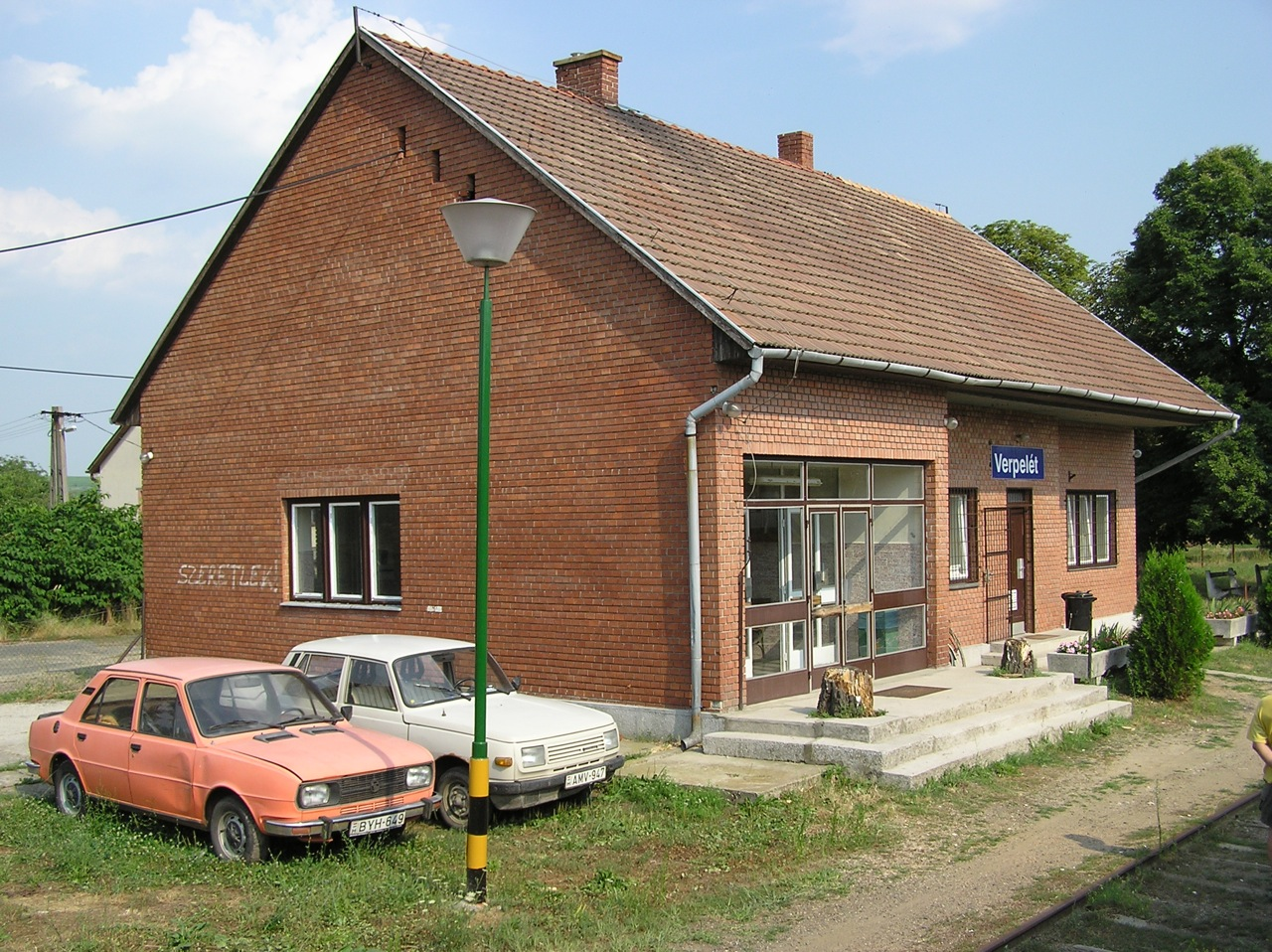
Bahnhof Verpelét

Verpelét liegt an der Landstraße Nr. 2416, einer Nebenstraße von Eger nach Gyöngyös. Der Ort ist außerdem über die Landstraße Nr. 2417 mit Kápolna und die Landstraße Nr. 2415 mit Sirok verbunden. Verpelét besitzt einen Bahnhof an der Bahnstrecke Kisterenye–Kál-Kápolna, auf der allerdings seit 2007 keine Personenzüge mehr verkehren.

## Persönlichkeiten
- Kati Kovács (* 1944), Sängerin und Schauspielerin